# James Robinson (auteur)
Pour les articles homonymes, voir James Robinson et Robinson.
James Robinson, né le 1er avril 1963 à Manchester en Angleterre, est un auteur anglais de comics.

## Biographie
James Dale Robinson, plus connu sous le nom de James Robinson, naît  le 1er avril 1963 à Manchester en Angleterre. Il est très jeune attiré par les comics américains.
Robinson commence sa carrière de scénariste en 1989 en écrivant London's Dark, illustré par Paul Johnson. Ce roman graphique a depuis été considéré comme l'un des 500 romans graphiques essentiels car il a été l'avant garde[...] des romans graphiques anglais[...bien qu'] il fut une oeuvre très fruste, très expérimentale,. Il contribue ensuite à plusieurs anthologie en écrivant des histoires brèves comme  Grendel: Devil's Whisper qui paraît dans le comics A1. Il part ensuite aux États-Unis où il scénarise plusieurs comics mettant en scène Terminator pour l'éditeur Dark Horse Comics.
En 1993, Robinson écrit la série limitée The Golden Age pour DC Comics qui, bien qu'elle se situe dans un univers parallèle, lui permet d'établir l'essentiel de ce qui constituera par la suite la base de Starman qui reste l'oeuvre pour laquell il est le plus connu. En 1997, Robinson remporte le Prix Eisner de "la meilleure série de comics" pour Starman.
Il travaille aussi pour d'autres éditeurs de comics : Image Comics (WildCATS), Marvel Comics (Cable).

## Analyse de l'œuvre
Contrairement au tout-venant des scénarios de comics, ceux de James Robinson se caractérisent par une attention aux personnages.

## Récompenses
- 1997 : Prix Eisner de la meilleure histoire à suivre pour « Sand and Stars », dans Starman n°20-23 (avec Tony Harris, Guy Davis et Wade von Grawbadger)
- 1997 : Prix Eisner de la meilleure nouvelle série et du meilleur titre destiné au jeune public pour Leave It to Chance, avec Paul Smith
- 1997 : Prix Harvey de la meilleure nouvelle série pour Leave It to Chance
- 2012: Prix Inkpot[6]